# Hold Tight (Justin Bieber)
Hold Tight è un brano musicale del cantante canadese Justin Bieber, pubblicato il 21 ottobre 2013 come secondo singolo della serie "Music Mondays" dopo Heartbreaker e All That Matters.
Il brano, prodotto dalla Island Def Jam Music Group, è di genere pop ed ha una durata di 4 minuti e 14 secondi.

## Classifiche
| Classifica (2013) | Posizione massima |
| ----------------- | ----------------- |
| Australia         | 48                |
| Austria           | 40                |
| Belgio (Fiandre)  | 23                |
| Belgio (Vallonia) | 29                |
| Canada            | 23                |
| Danimarca         | 1                 |
| Francia           | 46                |
| Germania          | 56                |
| Italia            | 23                |
| Paesi Bassi       | 14                |
| Regno Unito       | 28                |
| Spagna            | 19                |
| Stati Uniti       | 29                |
| Svizzera          | 25                |